# Szczurowa
Szczurowa est un village de Pologne situé dans le gmina de Szczurowa, Powiat de Brzesko, au sud du pays, dans la voïvodie de Petite-Pologne.

## Géographie
Szczurowa est situé approximativement à 17 km au nord de Brzesko et à 52 km à l'est de la capitale régionale Cracovie.
Le village compte une population de 1 800 habitants.